# Adolf Michaelis
Pour les articles homonymes, voir Michaelis.
Adolf Michaelis (de son nom complet Theodor Heinrich Adolf Michaelis) est un archéologue et un universitaire allemand, né à Kiel le 22 juin 1835 et mort à Strasbourg le 12 août 1910. Il a été un spécialiste de l’Antiquité gréco-romaine.

## Biographie
Theodor Heinrich Adolf Michaelis naît dans une famille de la bourgeoisie allemande de Kiel dans le duché de Holstein. Son père, Gustav Adolf Michaelis (1798-1848) est professeur de gynécologie et sa mère, Julie Jahn (1802-1892), est la sœur du philologue et archéologue Otto Jahn, dont Adolf Michaelis est ainsi le neveu.
Il commence ses études universitaires en 1853 à Leipzig où enseignait son oncle. Il étudie ensuite à Berlin à partir de 1854 et y suit les cours des archéologues Eduard Gerhard et Ernst Curtius. Il se lie également d’amitié avec le futur archéologue Alexander Conze.
Il obtient son doctorat en 1857 à l’université de Kiel en soutenant une thèse consacrée au poète latin Horace puis part en séjour d’étude à Rome. Il bénéficie ensuite d’une bourse du Deutsches Archäologisches Institut qui lui permet d’effectuer un voyage en Grèce avec Alexander Conze.
Il est habilité dans les domaines de la philologie et de l’archéologie en 1861 à Kiel et obtient son premier poste de professeur à Greifswald en 1862. Il est ensuite professeur et directeur de la collection archéologique à l’université de Tübingen de 1865 à 1872.

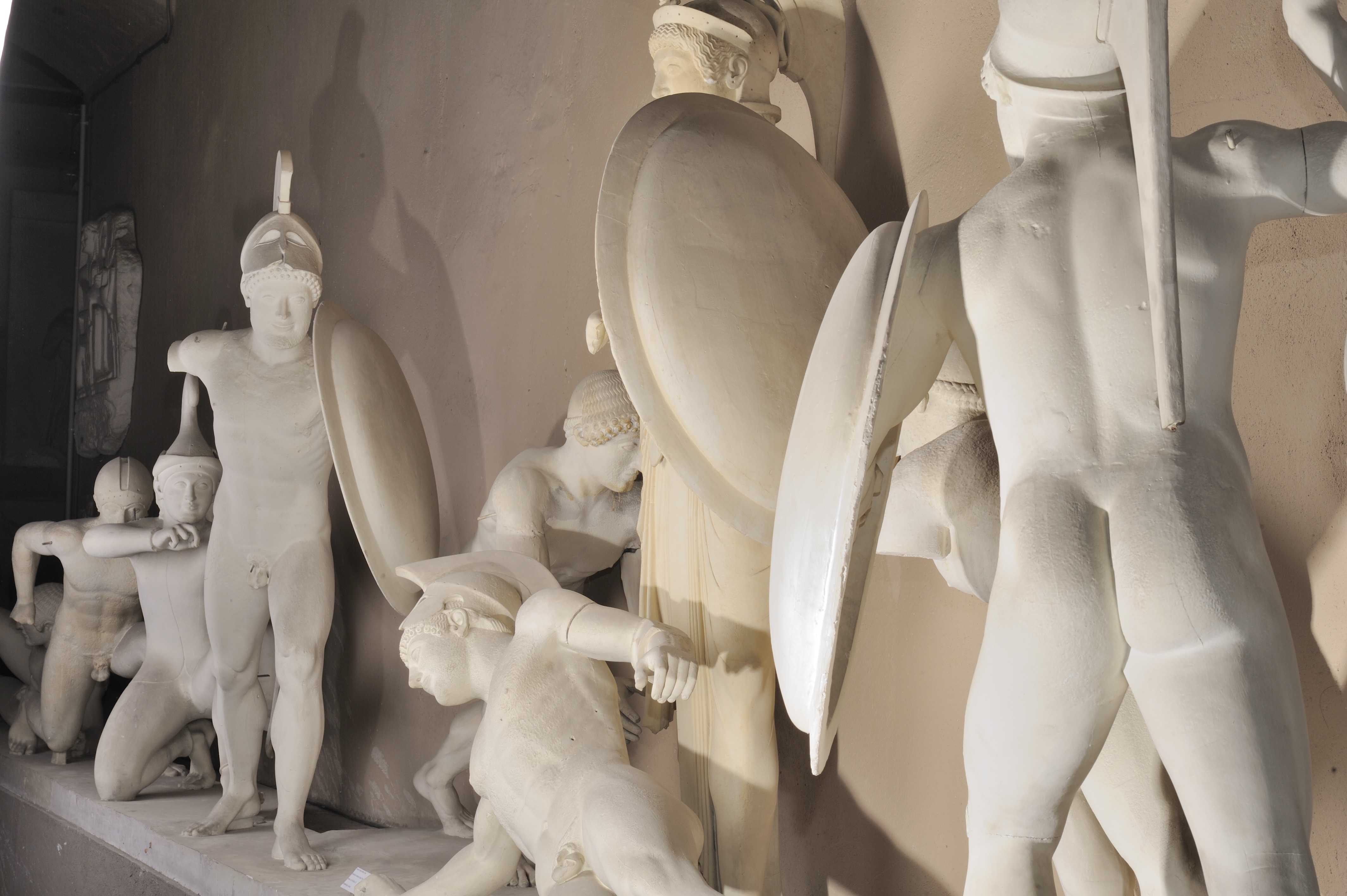
Collection de moulages à l'université de Strasbourg

En 1872, il est appelé à contribuer à la fondation de la Kaiser-Wilhelms-Universität, nom donné à l’université de Strasbourg en hommage à l’empereur Guillaume Ier après l’annexion de l’Alsace-Lorraine par l’Allemagne. Adolf Michaelis met en place la chaire d’archéologie classique qu’il occupe de 1873 à 1907 et créé une collection de moulages réalisée à partir de sculptures découvertes lors de fouilles en Grèce et en Italie. Ces copies sont entreposées au sous-sol du Palais universitaire de Strasbourg, dans l'actuel Musée Adolf Michaelis appelé également « Musée des moulages » ou « Gypsothèque ». De 1894 à 1899, Michaelis est en outre administrateur par intérim de la collection égyptienne de l'université de Strasbourg.
En tant que professeur à Strasbourg Adolf Michaelis a formé plusieurs archéologues. Friedrich Hauser (de) (1859-1917), Alfred Brueckner (de) (1861-1936) et Otto Rubensohn (1867-1964) ont obtenu leurs doctorats sous la direction de Michaelis. De plus Ernst Fabricius (de) (1857-1942), Paul Wolters (1858-1936), Ferdinand Dümmler (1859-1896) et l’historien de l’art Aby Warburg (1866-1929) ont suivi ses cours à la Kaiser-Wilhelms-Universität de Strasbourg.
Adolf Michaelis épouse en premières noces Luise von der Launitz (1841-1869), fille du sculpteur Eduard Schmidt von der Launitz (de) (1797-1869) et de Therese von Soiron (1803-1861). De cette union naît un fils. Il épouse en secondes noces Minna Trendelenburg (1842-1924), fille du philosophe Friedrich Adolf Trendelenburg (1802-1872) et de Ferdinande Becker (1811-1893). Le couple a quatre enfants, une fille et trois fils parmi lesquels le théologien protestant Otto Michaelis (1875-1949) et le gynécologue et médecin Rudolf Michaelis (de) (1876-1971). Adolf Michaelis décède à Strasbourg, alors en Alsace-Lorraine allemande, le 12 août 1910 à l'âge de 75 ans.

## Monument funéraire

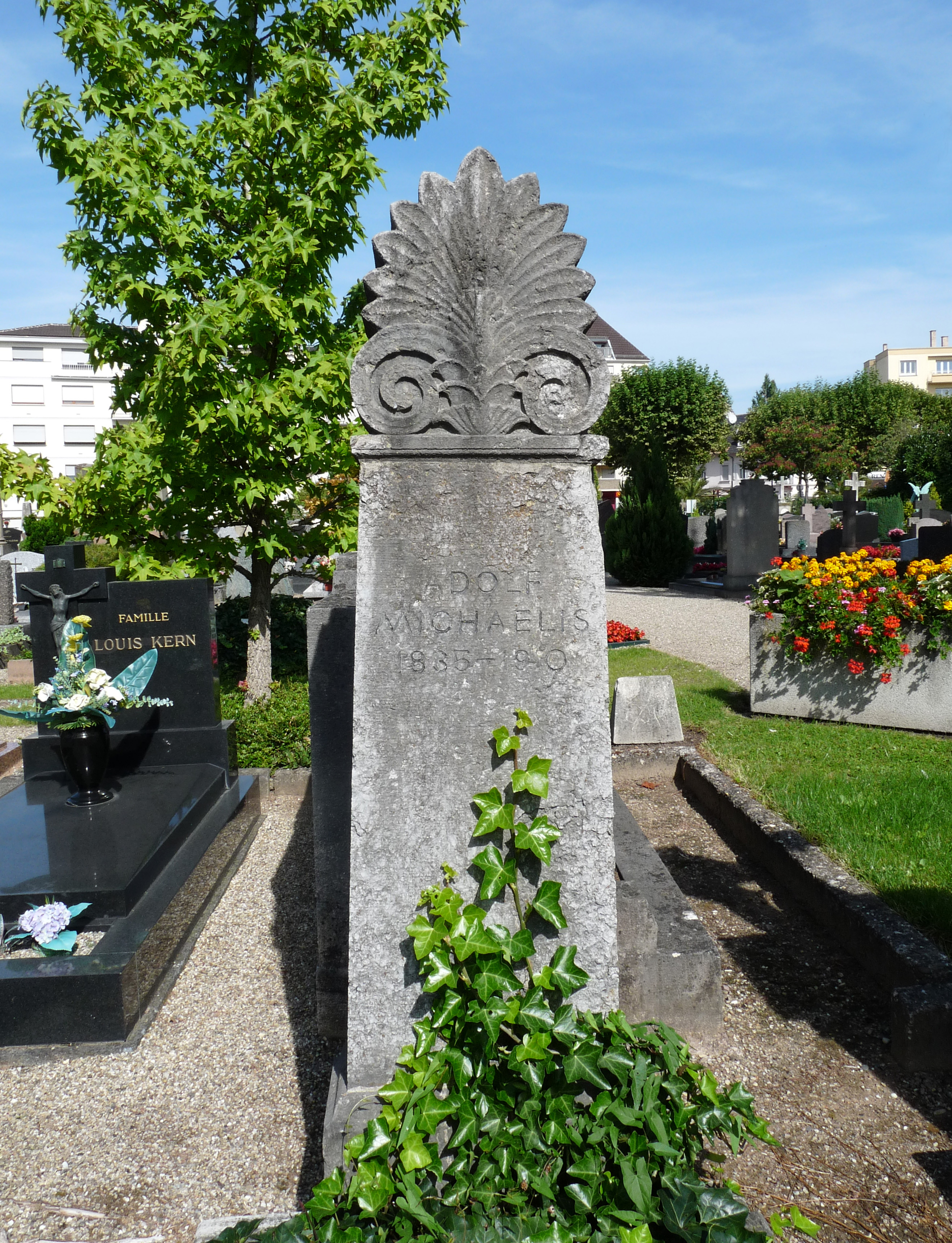
Stèle au Cimetière Saint-Louis de Strasbourg.

Adolf Michaelis est inhumé au Cimetière Saint-Louis de Strasbourg. Son monument funéraire est la copie d'une stèle grecque à palmettes du Musée archéologique du Céramique à Athènes. Une courte inscription en grec est gravée à l'arrière de la stèle : Ω / ΦΙΛΤAΤΕ / ΧAΙΡΕ (« Salut à toi, très cher »).

## Travaux

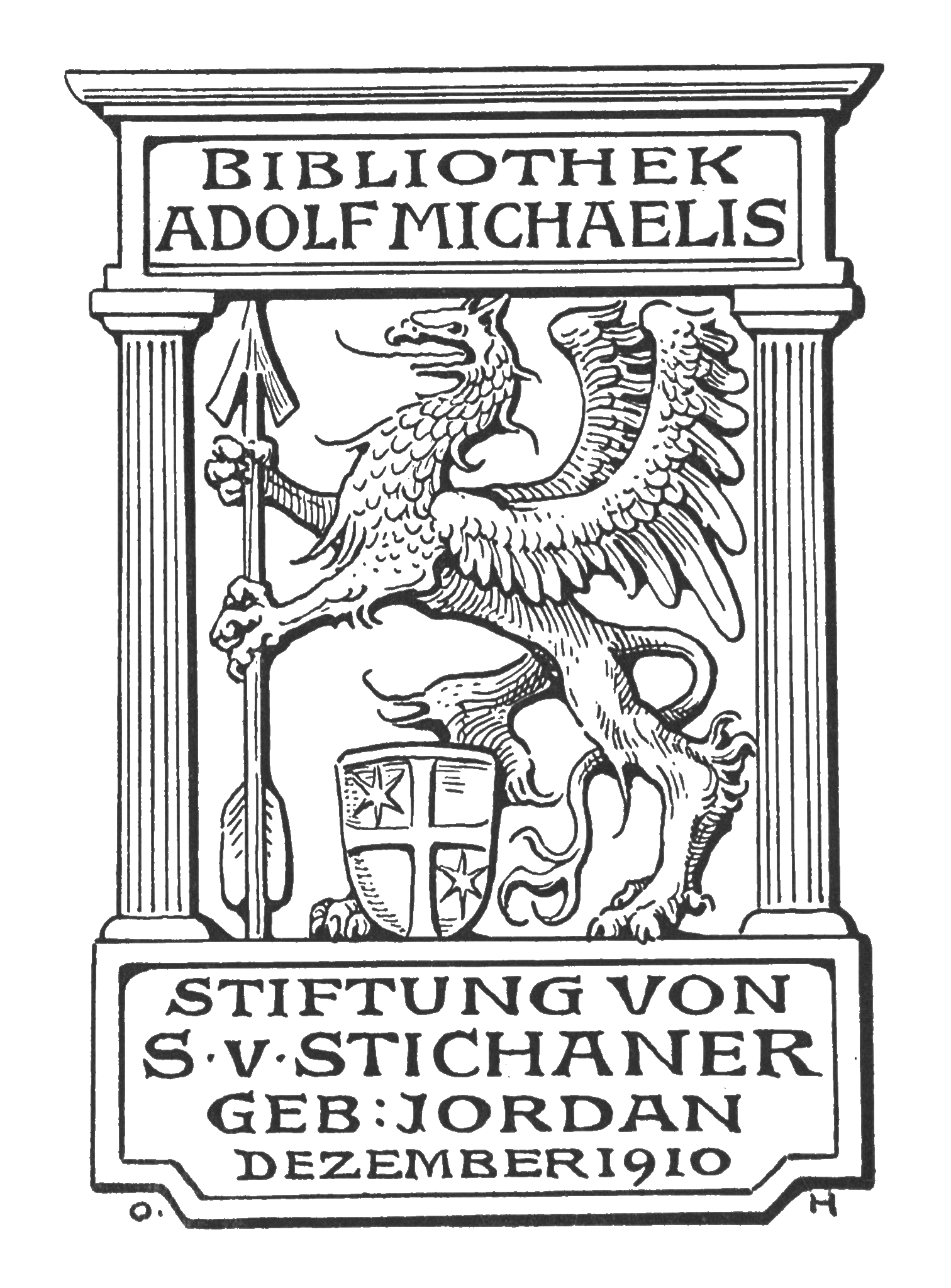
Ex-libris posthume dans les ouvrages ayant appartenu à Adolf Michaelis.

À la suite de sa thèse de doctorat consacrée à Horace, Adolf Michaelis a publié plusieurs ouvrages qui lui ont conféré une grande notoriété dans le domaine de l’archéologie.
Il publie en 1870 et 1871 Der Parthenon, ouvrage qui croise des sources archéologiques et philologiques sur le Parthénon et associe pour longtemps son nom aux études menées sur l’Acropole d’Athènes. Il publie plusieurs éditions de l’œuvre de Pausanias le Périégète qu’il remet à jour à la suite de son oncle Otto Jahn. Il revient sur les grandes étapes du développement de l’archéologie au XIXe siècle dans Die archäologischen Entdeckungen des XIX. Jahrhunderts et propose une étude des collections de sculptures conservées au Royaume-Uni en 1882 qui témoigne de ses travaux sur les moulages.

## Principales œuvres
- 1857 : De auctoribus quos Horatius in libro De arte poetica secutus esse videatur, thèse de doctorat publiée à Kiel par Mohr.
- 1871 : Der Parthenon, publié à Leipzig par Breitkopf und Härtel.
- 1872 : « Licurgo furente sopra anfora di marmo » dans Annali dell'Instituto, XLIV, p. 248-270 ; Monumenti, VIIII, pl. 45.
- 1880 : Pausaniae descriptio arcis Athenarum in usum scholarum, publié à Bonn par A. Marcus à la suite d’Otto Jahn (une autre édition paraît en 1901).
- 1882 : Ancient marbles in Great Britain, publié par l’université de Cambridge (des suppléments paraissent en 1884 et 1885).
- 1906 : Die archäologischen Entdeckungen des neunzehnten Jahrhunderts, publié à Leipzig par les éditions E. A. Seemann.